# Deutsche Tischtennisnationalmannschaft
Die deutsche Tischtennisnationalmannschaft vertritt Deutschland im Tischtennis bei Weltmeisterschaften, Europameisterschaften, sowie bei den olympischen und Europaspielen. Dachverband ist der DTTB.

## Männer

### Erfolge

#### Olympische Spiele
- Silber (2): 2008, 2021
- Bronze (2): 2012, 2016

#### Weltmeisterschaften
- Silber (7): 1969, 2004, 2010, 2012, 2014, 2018, 2022
- Bronze (4): 1963, 1967, 1993, 2006

#### Europameisterschaften
- Gold (9): 2007, 2008, 2009, 2010, 2011, 2013, 2017, 2019, 2021
- Silber (8): 1980, 1990, 2000, 2002, 2003, 2014, 2015, 2023

#### Europaspiele
- Gold (2): 2019, 2023
- 4. Platz (1): 2015

#### European Nations Cup
- Gold (3): 1991, 1992, 1998
- Silber (2): 1993, 1996

### Besetzung
Olympia- und Perspektivkader umfassen zurzeit (März 2024) zehn Spieler, die alle in der Bundesliga spielen.
- Bundestrainer: Jörg Roßkopf
- Olympiakader
  - Timo Boll (Borussia Düsseldorf)
  - Dang Qiu (Borussia Düsseldorf)
  - Benedikt Duda (TTC Schwalbe Bergneustadt)
  - Patrick Franziska (1. FC Saarbrücken)
  - Dimitrij Ovtcharov (TTC Neu-Ulm)
  - Kay Stumper (Borussia Düsseldorf)
  - Ricardo Walther (ASV Grünwettersbach)
- Perspektivkader
  - Ruwen Filus (TTC RhönSprudel Fulda-Maberzell)
  - Fan Bo Meng (TTC RhönSprudel Fulda-Maberzell)
  - Kilian Ort (TSV Bad Königshofen)

### Geschichte

#### Vorkriegszeit (1926–1939)
Schon bei der ersten Weltmeisterschaft 1926 war die deutsche Mannschaft vertreten, belegte aber am Ende mit sechs Niederlagen aus sechs Spielen den letzten Platz. In den Folgejahren konnte sich das Team etwas steigern und belegte mehrfach Plätze im Mittelfeld. Der fünfte von zehn (1931) bzw. von elf (1932) Rängen war die beste WM-Platzierung, die erreicht werden konnte. 1934 und 1935 wurde auf eine Teilnahme verzichtet, bei den folgenden beiden Weltmeisterschaften fiel die Mannschaft wieder auf Platz 11 zurück (von 14 bzw. 13). Die vorerst letzte WM-Teilnahme folgte 1938, als die deutsche Auswahl wieder im Mittelfeld auf Platz 9 von 16 landete. Durch den Anschluss Österreichs wurden auch die Teams beider Länder vereinigt, die Weltmeisterschaft 1939, die letzte vor dem Zweiten Weltkrieg, fand aber aus finanziellen Gründen und wegen der Emigration der Österreicher Richard Bergmann und Alfred Liebster erneut ohne Deutschland statt.

#### Neuanfang mit gesamtdeutscher Mannschaft (1949–1957)
Im Jahr 1949 wurde der DTTB neu gegründet, im Jahr darauf folgte das erste Länderspiel, das mit 4:5 gegen Schweden verlorenging. Die Weltmeisterschaft fand bereits seit 1947 wieder statt, Deutschland war allerdings erst seit der WM 1951 vertreten, auf Verlangen der ITTF mit einer gemeinsamen, West- und Ostdeutschland vertretenden Mannschaft. Bei dieser WM erreichte das Team mit Rang 10 von 24 eine Platzierung im Mittelfeld. Ähnliche Ergebnisse wurden in den Jahren darauf erzielt, das erneute Erreichen von Platz 10 bei der WM 1954 hatte allerdings eine Zurückstufung in Leistungskategorie 2 zur Folge. Nach der nächsten WM folgte jedoch wieder die Hochstufung in Kategorie 1. Die Weltmeisterschaften 1956 und 1957 waren die vorerst letzten, bei denen BRD und DDR mit einer gemeinsamen Mannschaft antraten. In beiden Fällen wurde mit Rang 5 eine ungewöhnlich gute Platzierung erreicht.

#### Erste Medaillen auf getrennten Wegen (1958–1969)
Ab 1958, dem Jahr der ersten Europameisterschaft, trat Deutschland nicht mehr mit einer gemeinsamen Mannschaft an. Dennoch gelang dem Team der BRD bei der EM eine gute Platzierung, indem es in seiner Gruppe punktgleich mit Schweden und Jugoslawien auf Platz 2 landete (eine Differenzierung nach Spielverhältnis wurde nicht vorgenommen). Da nur die beiden Gruppensieger den Europameister ausspielten, war dies vergleichbar mit Rang 3. Die Mannschaft der DDR wurde Elfter. Auch bei den nächsten Turnieren wurden akzeptable Ergebnisse erzielt, bei der WM 1961 wurde die DDR in ihrer Gruppe sogar Zweiter und erreichte damit insgesamt den vierten Platz, was das letzte gute Ergebnis bleiben sollte. Bei der in West-Berlin stattfindenden EM 1962, die u. a. von der DDR und zahlreichen osteuropäischen Staaten boykottiert wurde, erreichte die BRD in ihrer Gruppe den zweiten Platz und teilte sich somit mit dem anderen Gruppenzweiten England Platz 3 in der Gesamtwertung. Durch den Einzug ins Halbfinale der WM 1963 gewann das Team außerdem seine erste Weltmeisterschaftsmedaille. Eine zweite wurde 1967 knapp verpasst, als man im Spiel um Platz 3 gegen Schweden verlor. Unter anderem gegen den amtierenden Europameister Schweden gelang der BRD-Auswahl jedoch ein Sieg bei der Heim-WM 1969. Dort zog das Team auch erstmals ins Endspiel ein, das mit 3:5 gegen Japan verloren ging, und gewann somit Silber. Die DDR trat bei diesem Turnier nicht an und blieb den großen internationalen Wettbewerben auch in der Folgezeit fern.
Deutschland nahm auch an der 1967 gegründeten Europaliga teil, belegte aber vorerst nur Plätze im Mittelfeld.

#### Durststrecke ohne die DDR (1970–1989)
Nach dem großen Erfolg bei der Weltmeisterschaft 1969 musste das Team der BRD lange Zeit ohne Medaille auskommen. 1975 und 1977 stieg man sogar aus der obersten Spielklasse der Europaliga ab, schaffte aber jeweils in der Folgesaison den direkten Wiederaufstieg. Weder bei Welt- noch bei Europameisterschaften kam das Team über Platz 5 hinaus, bis sich bei der EM 1980 in Bern wieder ein Erfolg einstellte: Nach einer Finalniederlage gegen Rekord-Europameister Schweden gewann man Silber, was die bis dahin beste Platzierung bei einer EM darstellte. Die Jahre danach waren allerdings von nachlassenden Leistungen geprägt, bei der WM 1983 fiel die Mannschaft sogar – nach einer abschließenden 4:5-Niederlage nach 4:0-Führung gegen Dänemark – bis auf Platz 15 zurück und wurde deshalb in Leistungskategorie 2 zurückgestuft. Bei der nächsten Weltmeisterschaft war Rang 17 somit die bestmögliche Platzierung, die allerdings auch umgehend erreicht wurde, sodass die BRD-Auswahl wieder in Kategorie 1 antreten konnte. In der Europaliga erreichte sie im gleichen Jahr den dritten Platz, musste 1986 dann zwar erneut absteigen, schaffte aber 1987 den direkten Wiederaufstieg. Weitere Medaillengewinne blieben allerdings aus.
Die DDR nahm in diesem Zeitraum weder an Europa- noch an Weltmeisterschaften teil.

#### Wiedervereinigung und Wiedererstarken (1990–2001)
Bei der Europameisterschaft 1990 trat die DDR zum ersten Mal seit 1968 wieder mit einer Herrenmannschaft an, was durch die Wiedervereinigung gleichzeitig die letzte Teilnahme bedeutete. Das Team erreichte allerdings bloß Platz 26, während die BRD zehn Jahre nach der Silbermedaille von Bern erneut eine Vizemeisterschaft erringen konnte, erneut nach einer Finalniederlage gegen Schweden.
Ab der Weltmeisterschaft 1991 trat nur noch eine deutsche Mannschaft an, die eine Reihe internationaler Erfolge erzielen konnte. Auf den ersten Platz in der Europaliga, beim ersten European Nations Cup und den fünften Platz bei der WM – die beste Platzierung seit 1977 – folgten innerhalb kurzer Zeit drei wichtige Bronzemedaillen, zwei bei Europameisterschaften und eine bei der WM 1993. Der European Nations Cup wurde 1992 zum zweiten Mal gewonnen, 1993 und 1996 gab es Silber. Bei der WM 1997 gab es (trotz des verlorenen Spiels um Platz 3) Bronze, den letzten European Nations Cup 1998 beendete Deutschland mit der dritten Goldmedaille, gefolgt vom ersten Platz in der Europaliga 1999 und 2000. Bei der EM 2000 drang die deutsche Mannschaft zum dritten Mal ins Finale vor – wieder genau zehn Jahre nach dem letzten EM-Finaleinzug. Zum dritten Mal scheiterte sie dort allerdings an Schweden und gewann somit Silber. Die Weltmeisterschaft 2001 wurde mit dem siebten Platz beendet.

#### Aufstieg zur Weltspitze (2002–2014)

Weltranglistenplatzierungen der besten 4 Spieler seit 2001

Seit 2002 verfügte die Mannschaft mit Timo Boll, der in diesem Jahr zum ersten Mal Europameister wurde, wieder über einen Top-10-Spieler, was im EM-Teamwettbewerb – nach dem dritten Sieg in Folge in der Europaliga – jedoch vorerst nicht für den Titelgewinn reichte. Beim vierten EM-Endspiel 2002 verlor man zum vierten Mal gegen Schweden, 2003 dann gegen Belarus. Unter anderem gegen Schweden gelang dann ein Sieg in der Gruppenphase der Weltmeisterschaft 2004, bei der die deutsche Mannschaft nur von China bezwungen wurde und somit den zweiten Platz erreichte – die erste WM-Medaille seit 1997 und die erste Silbermedaille seit 1969. Einige Monate darauf übernahm Richard Prause im September das Amt des Bundestrainers.
An die guten WM-Leistungen konnte das Team im folgenden Jahr bei der EM jedoch nicht anknüpfen, sodass nach einer Viertelfinalniederlage gegen Rumänien nur Platz 5 erreicht wurde. Dafür gelang bei der Heim-WM 2006 ein weiterer Medaillengewinn, diesmal allerdings nur Bronze, da die Mannschaft durch die ungünstige Setzposition schon im Halbfinale auf China traf. Die 1:3-Niederlage war jedoch das einzige Spiel des Turniers, in dem ein Einzel gegen China gewonnen werden konnte, das jede andere Begegnung mit 3:0 für sich entschied. 2007 folgte dann durch einen 3:0-Sieg im Finale über Kroatien schließlich der erste EM-Titel der Mannschaftsgeschichte.
Bei der Weltmeisterschaft 2008 musste das deutsche Team auf Timo Boll verzichten, der wegen Rückenbeschwerden ausfiel. Zwar zeigte Dimitrij Ovtcharov, inzwischen auf Platz 15 der Weltrangliste vorgerückt, gute Leistungen, für die Mannschaft reichte es in der Gruppenphase aber nur für Platz 2 hinter Japan. Nach einem knappen 3:2-Sieg über Österreich bedeutete die Begegnung mit Südkorea im Viertelfinale schließlich das Aus, nach einer weiteren Niederlage gegen Taiwan und einem Sieg über Rumänien belegte das Team Platz 7.
Dies bedeutete aber vorerst die letzte Enttäuschung: Beim ersten olympischen Teamwettbewerb gewann man nach einem 0:3 gegen Gastgeber China die Silbermedaille, bei den nächsten fünf Europameisterschaften (2008, 2009, 2010, 2011, 2013) Gold, obwohl man 2013 auf den erkrankten Timo Boll verzichten musste. Diese Dominanz brachte dem Team den Spitznamen „Die Chinesen Europas“ ein, anlässlich der Heim-WM 2012 erschien auch ein Film mit diesem Namen. Im August 2010 trat Jörg Roßkopf die Nachfolge von Richard Prause als Bundestrainer an. Bei den Weltmeisterschaften 2010, 2012 und 2014 gewann die Mannschaft außerdem drei weitere Silbermedaillen (2010 und 2014 war man wieder das einzige Team, das ein Einzel gegen China gewinnen konnte), 2012 (nach einer Halbfinalniederlage gegen China) bei Olympia Bronze. Inzwischen war auch Dimitrij Ovtcharov in die Top 10 der Weltrangliste vorgestoßen, wodurch Deutschland neben China das einzige Land mit mehr als einem Spieler unter den besten 10 der Welt wurde. Ein besseres Ergebnis als 1:3 konnte gegen den großen Favoriten jedoch nie erreicht werden.

#### Ausfälle und Titelverluste (2014–2017)
Im Vorfeld und während der EM 2014 kam es zu zahlreichen Problemen: Patrick Baum musste wegen des Todes seines Vaters kurzfristig absagen, Patrick Franziska verletzte sich im zweiten Gruppenspiel und Dimitrij Ovtcharov reiste, geschwächt durch eine Weisheitszahn-Operation, verspätet an (erst 8 Minuten vor Beginn des dritten Gruppenspiels erreichte er die Halle). Trotzdem erreichte das Team ungeschlagen und weitgehend ungefährdet das Finale, das jedoch mit 1:3 gegen Gastgeber Portugal verlorenging, den man in der Gruppe noch 3:1 bezwungen hatte. Nach sechs Europameistertiteln in Folge bedeutete diese Silbermedaille eine Enttäuschung. Gegen eine andere Mannschaft als China hatte man bei Welt- und Europameisterschaften sowie Olympischen Spielen zuletzt bei der WM 2008 verloren. Zu den ersten Europaspielen im Jahr 2015 reiste das Team mit Boll, Ovtcharov und Baum an, jedoch zog sich Boll nach dem ersten Spiel eine Lebensmittelvergiftung zu und musste daher ausscheiden. Da Ersatzspieler nicht erlaubt waren und deshalb durch das Spielsystem mit einem Doppel in jeder weiteren Partie zwei Punkte von vornherein verloren waren, standen die Chancen auf einen Titelgewinn schlecht. Eine Halbfinalniederlage gegen Frankreich und eine Niederlage gegen Österreich bedeuteten den vierten Platz.
Wenige Monate später fand die nächste Europameisterschaft statt, bei der Timo Boll wegen einer Knie-Operation jedoch erneut fehlte, Christian Süß hatte inzwischen aus gesundheitlichen Gründen seine Karriere beendet. Ovtcharov blieb zwar im gesamten Turnier ungeschlagen, wodurch zum achten Mal in Folge das Finale erreicht wurde, dieses ging knapp mit 2:3 gegen Österreich verloren. Bei der WM 2016 traf es die Mannschaft noch härter: Ovtcharov musste wegen Rückenproblemen absagen, Boll, der erst kurz zuvor aus seiner Verletzungspause zurückgekehrt war, erkrankte. Derart geschwächt verlor das deutsche Team schon in der Gruppenphase gegen Frankreich und England und erreichte nicht einmal die Hauptrunde. Am Ende belegte man Platz 13, was das schlechteste WM-Ergebnis seit über 30 Jahren bedeutete.
Bei den Olympischen Spielen in Rio de Janeiro war das deutsche Team durch die guten Weltranglistenplatzierungen von Dimitrij Ovtcharov, Timo Boll und Bastian Steger an Position 2 gesetzt und wurde diesmal nicht durch Ausfälle behindert. Dennoch scheiterte die Mannschaft, die das höchste Durchschnittsalter aller Teilnehmer aufwies, im Halbfinale mit 1:3 an Japan, konnte durch einen 3:1-Erfolg über Südkorea aber noch die Bronzemedaille gewinnen.

#### Rückkehr an die Weltspitze (seit 2017)

Weltranglistenplatzierungen der besten 4 Spieler seit 2021

Bei der Europameisterschaft 2017 konnte Deutschland dann das erste Mal seit 2013 wieder einen europäischen Titel gewinnen und verlor dabei außer im Halbfinale gegen Slowenien kein Einzel. Nach einem starken Jahr 2017 führten sowohl Boll als auch Ovtcharov 2018 kurzzeitig die Weltrangliste an, sodass Deutschland bei der Team-WM an Position 1 gesetzt war und mit der Möglichkeit einer Goldmedaille gerechnet wurde. Ovtcharov kehrte jedoch erst kurz vorher aus einer Verletzungspause zurück, und im Laufe des Turniers hatten auch Boll und Franziska mit Verletzungen zu kämpfen. Nach einem knappen 3:2-Halbfinalerfolg über Südkorea und einer Finalniederlage gegen China holte Deutschland zum sechsten Mal Silber. 2019 zeigte sich Deutschland auf europäischer Ebene dominant und gewann sowohl die Europaspiele als auch die Team-EM, ohne dabei ein Einzel zu verlieren. Bei den Olympischen Spielen in Tokio bezwang das Team (Boll, Franziska, Ovtcharov) nacheinander Portugal, Taiwan sowie Gastgeber Japan und gewann nach einem 0:3 gegen China die zweite olympische Silbermedaille.
Ab 2021 verstärkte Dang Qiu das Team, der ab Mitte 2022 Top-10-Spieler war und damit neben Boll und Ovtcharov der dritte Spieler, der sich mehrere Jahre in den Top Ten der Weltrangliste hielt. 2021 gewann das Team (Patrick Franziska, Ruwen Filus, Benedikt Duda, Dang Qiu, Kay Stumper) erneut Gold bei der Europameisterschaft, 2023 Silber. 2023 wurde der Titel bei den Europaspielen verteidigt (Boll, Franziska, Ovtcharov, Qiu). 2024 schied Deutschland sowohl bei der Weltmeisterschaft als auch bei den Olympischen Spielen – Timo Bolls letztem internationalen Turnier – im Viertelfinale aus und blieb damit in diesem Jahr zum ersten Mal seit 2005 (abgesehen vom Corona-Jahr 2020) ohne Medaille.

### Turnierergebnisse
| Jahr | EM       | ES       | WM            | OS            | WTC           |
| ---- | -------- | -------- | ------------- | ------------- | ------------- |
| 2024 |          |          | Viertelfinale | Viertelfinale |               |
| 2023 | Silber   | Gold     |               |               |               |
| 2022 |          |          | Silber        |               |               |
| 2021 | Gold     |          |               | Silber        |               |
| 2020 |          |          | ausgefallen   |               |               |
| 2019 | Gold     | Gold     |               |               | Viertelfinale |
| 2018 |          |          | Silber        |               | Viertelfinale |
| 2017 | Gold     |          |               |               |               |
| 2016 |          |          | 13.–14. Platz | 3. Platz      |               |
| 2015 | Silber   | 4. Platz |               |               | Viertelfinale |
| 2014 | Silber   |          | Silber        |               |               |
| 2013 | Gold     |          |               |               | Viertelfinale |
| 2012 |          |          | Silber        | 3. Platz      |               |
| 2011 | Gold     |          |               |               | Halbfinale    |
| 2010 | Gold     |          | Silber        |               | Halbfinale    |
| 2009 | Gold     |          |               |               | Halbfinale    |
| 2008 | Gold     |          | 7. Platz      | Silber        |               |
| 2007 | Gold     |          |               |               | 5.–6. Platz   |
| 2006 |          |          | Halbfinale    |               |               |
| 2005 | 5. Platz |          |               |               |               |
| 2004 |          |          | Silber        |               |               |
| 2003 | Silber   |          |               |               |               |
| 2002 | Silber   |          |               |               |               |
| 2001 |          |          | 7. Platz      |               |               |
| 2000 | Silber   |          | Viertelfinale |               |               |

## Frauen

Weltranglistenpositionen der besten 4 deutschen Tischtennisspielerinnen bis 2012

… ab 2012 unabhängig von der Spielberechtigung

… ab 2012 (nur mit WM-Spielberechtigung)

### Erfolge

#### Olympische Spiele
- Silber (1): 2016

#### Weltmeisterschaften
- Gold (2): 1934, 1939
- Silber (2): 1936, 1937
- Bronze (4): 1935, 1997, 2010, 2022

#### Europameisterschaften
- Gold (9): 1962, 1968, 1996, 1998, 2013, 2014, 2015, 2021, 2023
- Silber (6): 1972, 1982, 1994, 2000, 2002, 2017
- Bronze (2): 1986, 2007

#### Europaspiele
- Gold (2): 2015, 2019
- Silber (1): 2023

### Besetzung
Olympia- und Perspektivkader umfassen zurzeit (März 2024) neun Spielerinnen, von denen sieben in der Bundesliga spielen.
- Bundestrainerin: Tamara Boroš
- Olympiakader
  - Han Ying (KTS Tarnobrzeg/Polen)
  - Shan Xiaona (ttc berlin eastside)
  - Nina Mittelham (ttc berlin eastside)
  - Sabine Winter (TSV Dachau 1865)
- Perspektivkader
  - Annett Kaufmann (SV Böblingen)
  - Sophia Klee (TTC 1946 Weinheim)
  - Chantal Mantz (TSV Langstadt 1909)
  - Franziska Schreiner (TSV Langstadt 1909)
  - Yuan Wan (TTC 1946 Weinstadt)

### Geschichte

#### Vorkriegszeit (1934–1939)
Bei den ersten Weltmeisterschaften wurden noch keine Teamwettbewerbe für Frauen veranstaltet, dies war zum ersten Mal 1934 der Fall, als die deutsche Mannschaft Gold gewann. Auch in den folgenden Jahren spielte sie sehr erfolgreich – außer 1938, als sie nicht teilnahm – und holte bei den Weltmeisterschaften einen weiteren Titel (1939 mit Hilde Bussmann und Trude Pritzi), zwei Silbermedaillen sowie eine Bronzemedaille. Anschließend sorgte der 2. Weltkrieg für eine mehrjährige Unterbrechung.

#### Nachkriegszeit (1947–1961)
Nach dem Zweiten Weltkrieg wurde 1947 wieder die erste Weltmeisterschaft gespielt, allerdings ohne Teilnahme einer deutschen Mannschaft. Nach der Aufnahme in die ITTF nahmen
1951 erstmals nach dem Krieg deutsche Mannschaften an einer WM teil. Das gesamtdeutsche Team, bestehend aus Hilde Bussmann, Berti Capellmann, Astrid Horn und Hertha Maier, belegte Platz 9.
1958 wurde die erste Europameisterschaft veranstaltet, bis 2002 im 2-Jahres-Rhythmus. Hier traten jeweils eine BRD- und eine DDR-Mannschaft an. Die BRD-Mannschaft wurde mit einem Sieg Letzter, die DDR-Mannschaft mit zwei Siegen Sechster. 1960 gewann das DDR-Team Bronze, die BRD wurde Vierter.

#### Europameisterschafts-Erfolge (1962–1990)
1962 gewann das BRD-Team die Europameisterschaft mit Agnes Simon, Inge Harst, Edit Buchholz und Uschi Matthias. Auch im Einzelwettbewerb holten sie den Titel und die beiden Bronzemedaillen. 1968 konnte erneut der Titelgewinn verbucht werden mit Agnes Simon, Edit Buchholz, Jutta Krüger und Wiebke Hendriksen. 1972 und 1982 gewann das BRD-Team Silber bei der EM, 1986 Bronze.

#### Wiedervereinigung und EM-Erfolgsserie (1990–2023)

Weltranglistenplatzierungen der besten 4 Spielerinnen seit 2021

Nachdem bei der EM 1990 noch ein DDR-Team gestartet war, trat ab 1991 wieder ein gesamtdeutsches Team bei internationalen Wettbewerben an. Dirk Schimmelpfennig wurde im gleichen Jahr Damen-Bundestrainer bis 1997. 1996 konnte der erste EM-Titel errungen werden, durch Olga Nemes, Nicole Struse, Jie Schöpp, Elke Schall und Christina Fischer. 1998 wurde der EM-Titel in gleicher Besetzung wiederholt. Trainer war ab diesem Jahr Martin Adomeit. 1997 konnte dieses Team mit Bronze die erste WM-Medaille nach dem Krieg gewinnen.
In den nächsten Jahren waren diese drei Bundestrainer im Einsatz: Richard Prause von Oktober 2000 bis 2004, Tobias Beck von August 2004 bis August 2005 und Jörg Bitzigeio von 2006 bis Februar 2012.
2010 konnte erneut WM-Bronze errungen werden. 2012 wurde Jie Schöpp Bundestrainerin. 2013 bis 2015 gewann das Team dreimal in Folge die Europameisterschaft. 2013 in der Besetzung Shan Xiaona, Kristin Silbereisen, Petrissa Solja und Wu Jiaduo; 2014 und 2015 mit Han Ying, Irene Ivancan, Shan, Solja und Sabine Winter. 2016 gewannen Han, Solja und Shan Silber bei Olympia. 2015 und 2019 wurde der Titel bei den Europaspielen geholt.
2021 wurde Tamara Boroš Bundestrainerin. Im Oktober (Nina Mittelham, Sabine Winter, Chantal Mantz, Annett Kaufmann) sowie 2023 (Han, Kaufmann, Mittelham, Shan, Winter) wurde die Erfolgsserie mit zwei weiteren EM-Titeln fortgesetzt. 2022 gewann das Team (Han, Shan, Mittelham, Winter) Bronze bei der Weltmeisterschaft, die erste WM-Medaille seit 2010.

### Turnierergebnisse
| Jahr | EM            | ES     | WM            | OS            | WTC             |
| ---- | ------------- | ------ | ------------- | ------------- | --------------- |
| 2024 |               |        | Viertelfinale | 4. Platz      |                 |
| 2023 | Gold          | Silber |               |               |                 |
| 2022 |               |        | Halbfinale    |               |                 |
| 2021 | Gold          |        |               | 4. Platz      |                 |
| 2020 |               |        | ausgefallen   |               |                 |
| 2019 | Viertelfinale | Gold   |               |               | keine Teilnahme |
| 2018 |               |        | 9.–12. Platz  |               | keine Teilnahme |
| 2017 | Silber        |        |               |               |                 |
| 2016 |               |        | Viertelfinale | Silber        |                 |
| 2015 | Gold          | Gold   |               |               | keine Teilnahme |
| 2014 | Gold          |        | Viertelfinale |               |                 |
| 2013 | Gold          |        |               |               | Viertelfinale   |
| 2012 |               |        | 7. Platz      | Viertelfinale |                 |
| 2011 | 5. Platz      |        |               |               | Viertelfinale   |
| 2010 | 7. Platz      |        | Halbfinale    |               | Viertelfinale   |
| 2009 | 5. Platz      |        |               |               | keine Teilnahme |
| 2008 | 10. Platz     |        | 9. Platz      | 13.–16. Platz |                 |
| 2007 | Halbfinale    |        |               |               | 5.–6. Platz     |
| 2006 |               |        | 11. Platz     |               |                 |
| 2005 | 7. Platz      |        |               |               |                 |
| 2004 |               |        | 6. Platz      |               |                 |
| 2003 | 7. Platz      |        |               |               |                 |
| 2002 | Silber        |        |               |               |                 |
| 2001 |               |        | 9. Platz      |               |                 |
| 2000 | Silber        |        | Viertelfinale |               |                 |